# ألعاب التضامن الإسلامي 2010
ألعاب التضامن الإسلامي 2010 هي ألعاب التضامن الإسلامي الثانية التي كانت من المقرر أن تقام في طهران في إيران.

## سبب إلغاء الدورة
في البداية تم تأجيل الدورة بسبب انتشار مرض إنفلونزا الخنازير، وكان مقررا قيام الدورة خلال الفترة من 15–30 أكتوبر 2009:
وبناءً على قرار الجمعية العمومية للإتحاد في اجتماعها السادس والذي عقد خلال الفترة 31 أغسطس – 1 سبتمبر 2009 بالموافقة على طلب اللجنة المنظمة لدورة ألعاب التضامن الإسلامي الثانية بتأجيل الدورة لمدة ستة أشهر لتكون خلال الفترة من 10–25 أبريل 2010.
وبعد ذلك قامت إيران بوضع وصف مختلف للخليج العربي مما هو معروف من خلال الأمم المتحدة ووصفته بالخليج الفارسي وذلك بوضعها الشعارات التي وضعت على المطبوعات والميداليات مخالفاً لما هو في نظام الدورة. مما أغضب دول الخليج العربي التي اتخذت موقفاًَ من هذا الحدث وبذلك أشعلت إيران جدالا ضخما بشأن ما إذا كان الخليج عربيا أو فارسيا.
وقال الاتحاد الرياضي للتضامن الإسلامي المنبثق من منظمة المؤتمر الإسلامي التي يقع مقرها في السعودية أنه قرر إلغاء الألعاب التي كانت مقررة في أبريل للعام 2010 بعد عقد اجتماع طارئ لهذا الأمر.
وقال الاتحاد في بيان أرسل لرويترز اليوم إن إيران اتخذت "إجراءات منفردة بدون الرجوع إلى الاتحاد خاصة فيما يتعلق بالشعارات التي وضعت على المطبوعات والميداليات مخالفا لما هو في نظام الدورة.